# あとの祭り
「あとの祭り」（あとのまつり）は、オーイシマサヨシの楽曲。7作目のデジタル配信限定シングルとして、2024年8月12日に各音楽配信サービスにてポニーキャニオンからリリースされた。

## 概要
前作の配信限定シングル『デュエルしようぜ！』から約4か月ぶりのリリースとなる。
本楽曲はテレビドラマ『サバエとヤッたら終わる』オープニングテーマとして制作され、オーイシ初のドラマ主題歌となる。本タイアップにあたりアーティストイメージを捨てて制作したとのことで男の性欲への我慢を想起させる面白おかしい歌詞となっている。
オーイシが自身で作詞作曲を手掛け発表した楽曲の中で最も短い楽曲となっている。
2024年11月6日発売のシングル『ギャンブリングホール』にカップリング曲として収録される。

## 収録内容
| #         | タイトル                     | 作詞・作曲・編曲 | 時間 |
| --------- | ---------------------------- | ---------------- | ---- |
| 1.        | 「あとの祭り」               | 大石昌良         | 2:53 |
| 2.        | 「あとの祭り」(TV edit.)     |                  | 1:08 |
| 3.        | 「あとの祭り」(Instrumental) |                  | 2:51 |
| 合計時間: | 合計時間:                    | 合計時間:        | 6:52 |